# Epicauta alphonsii
Epicauta alphonsii là một loài bọ cánh cứng trong họ Meloidae. Loài này được Horn miêu tả khoa học năm 1874.